# Yasmeen Lari

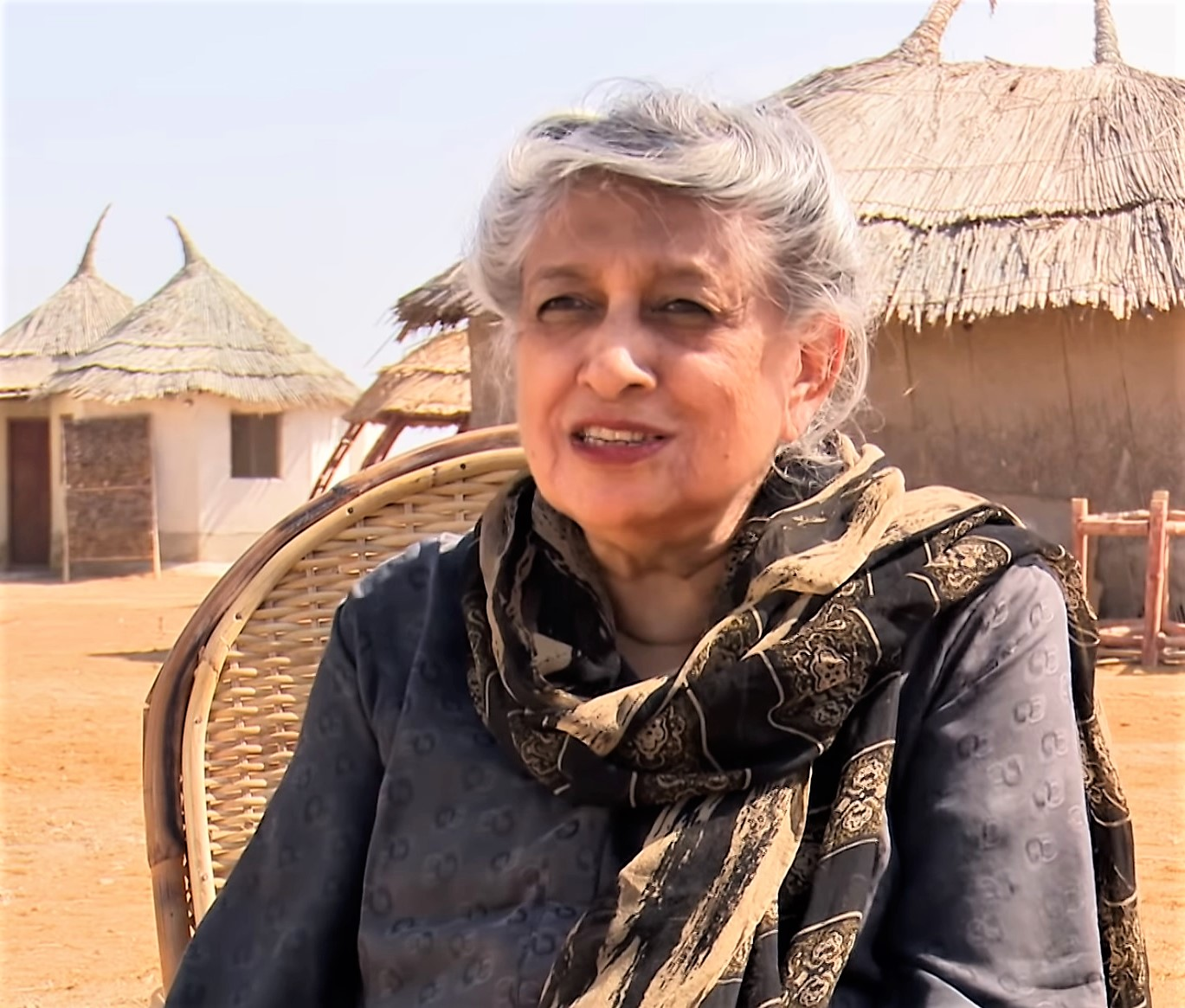
Yasmeen Lari (2020)

Yasmeen Lari (geboren 28. Juni 1940 in Dera Ghazi Khan, Punjab, Britisch-Indien) ist eine pakistanische Architektin und die erste Frau des Landes in diesem Beruf. Sie ist bekannt für ihr Engagement an der Schnittstelle zwischen Architektur und sozialer Gerechtigkeit sowie Gründerin und Vorsitzende der von der UNO anerkannten NGO Heritage Foundation of Pakistan, die sich für humanitäre Hilfsmaßnahmen und Projekte zur Bewahrung der Geschichte in ländlichen Regionen in Pakistan engagiert.

## Leben

### Jugend
Yasmeen Lari verbrachte ihre Jugend in und um Lahore als Mitglied einer der reichsten Familien des Landes, die der Volksgruppe der irakischen Biradari entstammen. Ihr Vater Zafarul Ahsan, ein ehemaliger Offizier des Indian Civil Service, arbeitete an großen Entwicklungsprojekten in Lahore und anderen Städten, wodurch bei Tochter Yasmeen das Interesse für Architektur geweckt wurde. Lari besuchte zunächst die Queen Mary's School in Lahore und später die Adabistan-e-Soofia, weil ihr Vater wollte, dass sie Grundkenntnisse in Persisch und Arabisch erwarb. Schließlich besuchte sie das Kinnaird College for Women. Ihre Schwester ist die pakistanische Politikerin Nasreen Jalil. Fünfzehnjährig machte Yasmeen mit ihrer Familie in London Urlaub und wurde dann in London eingeschult. 1961 heiratete Yasmeen Suhail Zaheer Lari. Die beiden gingen wieder nach Großbritannien zurück, wo Suhail Lari Politik, Philosophie und Wirtschaftswissenschaft studierte. Yasmeen Lari studierte Architektur an der School of Architecture der Oxford Brookes University (früher Oxford Polytechnic) und machte dort 1963 ihren Abschluss.

### Architektin
Im Jahr 1964 kehrte Lari mit ihrem Mann nach Pakistan zurück und eröffnete ihr Architekturbüro Lari Associates in Karatschi. Sie war damit in Pakistan eine von zwölf ausgebildeten Architekten und die erste Frau in diesem Beruf. Anfangs hatte sie Schwierigkeiten, wenn Arbeiter auf den Baustellen ihre Autorität oder ihr Wissen aufgrund ihres Geschlechts in Frage stellten. Sie entwickelte jedoch Strategien, sich durchzusetzen. Dennoch waren die Widerstände nicht sehr groß, da Lari aus einer einflussreichen Familie stammt.
Im Jahr 1969 wurde Lari zum Mitglied des Royal Institute of British Architects (RIBA) gewählt. 1978 wurde sie Präsidentin des Institute of Architects Pakistan und 1983 erste Vorsitzende des Pakistan Council of Architects and Townplanners (PCATP).
30 Jahre lang entwarf Lari Gebäude für wohlhabende Bauherren in der Tradition des Brutalismus. So baute sie Villen und Geschäftsgebäude in Karatschi wie das Taj Mahal Hotel (1981, heute Regent Plaza Hotel), das Finance Trade Center an der Shahra-e-Faisal (1989) und das Pakistan State Oil House (1991).
Parallel dazu entwickelte sie unter dem Einfluss des ägyptischen Architekten Hassan Fathy neue Ideen. Sie informierte sich bei den zukünftigen Bewohnern, was das zukünftige Haus leisten müsse und beschäftigte sich mit dem Einsatz von Baumaterialien, die vor Ort erhältlich oder einfach herzustellen sind, wie Bambus, Lehm und Kalk. Dieses Denken versuchte sie auch schon 1973 anzuwenden, als sie den ersten öffentlichen Wohnungsbau Pakistans, das Projekt Anguri Bagh Housing (ABH) in Lahore entwarf, das 1978 fertiggestellt wurde. Dabei berücksichtigte sie unter anderem die Bedürfnisse der Frauen, die aus überschwemmungsgefährdeten Häusern nach Lahore zogen, und gestaltete etwa Terrassen, die Platz für ihre Hühner und Kinder im Freien bieten.
Lari zog sich im Jahr 2000 aus der Arbeit als Star-Architektin für den Staat und für Wohlhabende zurück. Sie wollte Bücher schreiben wie ihr Mann, der seine Versicherungsgesellschaft verkauft hatte und als Historiker arbeitete.

### Denkmalpflege
1980 gründeten Lari und ihr Ehemann die Heritage Foundation of Pakistan, eine Organisation für Denkmalschutz und -pflege. Die Organisation wird von der UNESCO unterstützt. Sie hat sich als Themen sowohl Architektur als auch soziale Gerechtigkeit auf die Fahnen geschrieben. Zudem möchte sie die Leute dafür sensibilisieren, den Wert von pakistanischen Kulturdenkmälern zu erkennen und in Folge davon sich für ihre Bewahrung einzusetzen. Als Erkenntnis aus diversen Restaurierungsarbeiten lehrt Lari traditionelle Baumethoden, um religiöse Gebäude und traditionelle pakistanische Kunst erhalten zu können. Immer wieder setzt sie sich für den Erhalt von vom Verfall bedrohten Gebäuden ein, so etwa für die Denso Hall in Karatschi, einer schützenswerten Gebäude aus dem 19. Jahrhundert, das von der britischen Kolonialregierung als erste Bibliothek und Versammlungshalle für die einheimische Bevölkerung gebaut wurde.
Nach dem Rückzug aus dem Architektenberuf im Jahr 2000 widmete sich Lari ganz der Denkmalpflege: als Beraterin für das UNESCO-Projekt Conservation and Preservation of Lahore Fort, als Geschäftsführerin der Heritage Foundation of Pakistan und als Vorsitzende der Karavan-Initiativen.
Yasmeen Lari ist eine der Gründerinnen und ehemalige Vorsitzende der 2018 gegründeten pakistanischen Sektion des International Network for Traditional Building, Architecture & Urbanism (INTBAU).

### Humanitäre Projekte
Immer wieder fühlte sich Lari berufen, ihr Wissen und ihre Fähigkeiten bei humanitären Katastrophen in Pakistan einzusetzen.

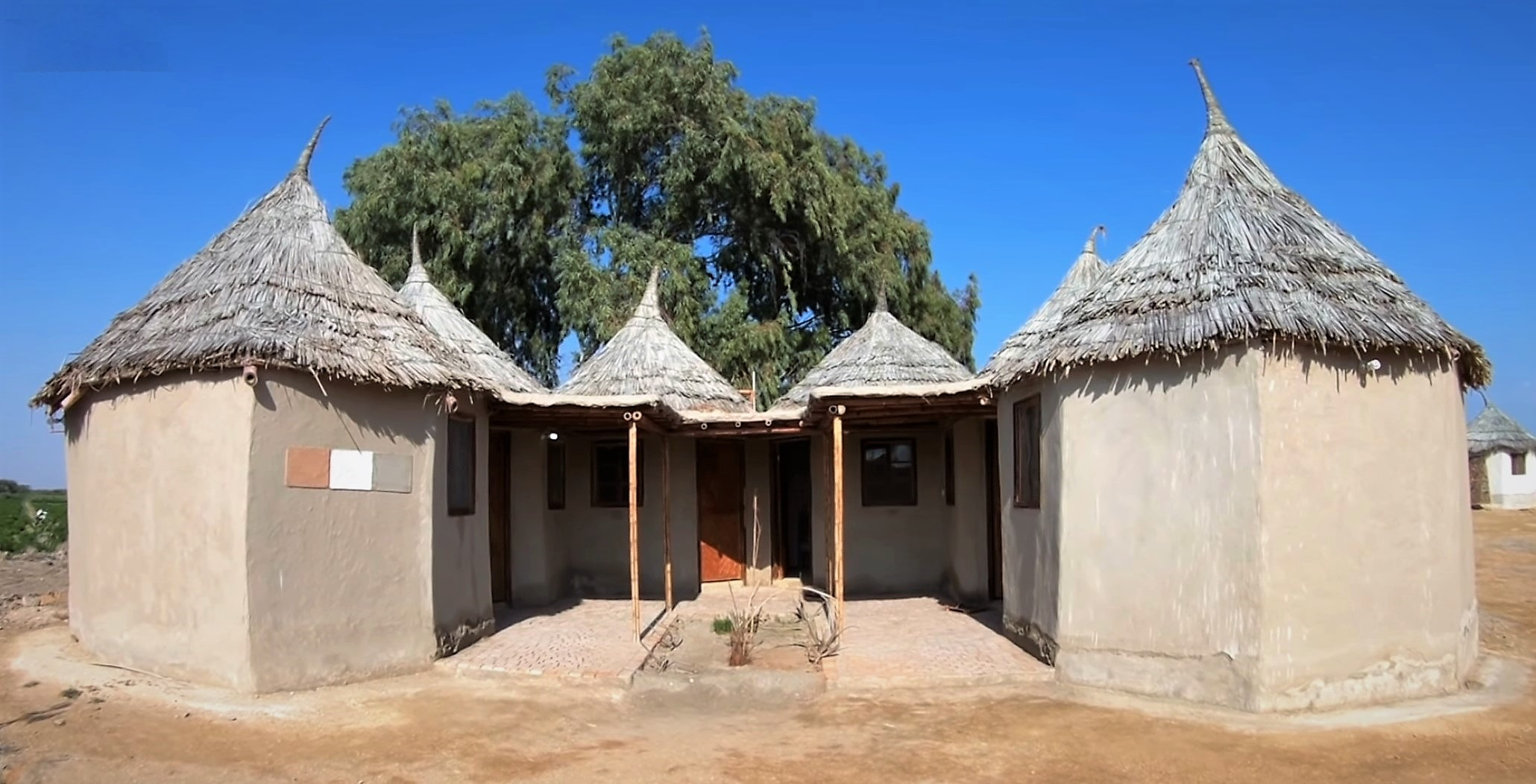
Häuser aus Lehm und lokalen Materialien von Yasmeen Lari

Schon 1980 rief Lari das selbst finanzierte Lines Area Resettlement Program ins Leben, um die Wiederansiedlung von 13.000 Menschen in selbstgebauten Häusern zu ermöglichen, ohne dass diese von ihrem Wohn- und Arbeitsort vertrieben wurden.
Nach einem verheerenden Erdbeben reiste Lari 2005 nach Kaschmir, wo 73.000 Menschen ums Leben kamen und 4 Millionen obdachlos waren.
Als die pakistanischen Streitkräfte 2007 in Khyber Pakhtunkhwa gegen Al-Qaida und die Taliban kämpften, baute Lari in Flüchtlingslagern Gemeinschaftsküchen.
Nach einer verheerenden Überschwemmung 2010 hat sie im Laufe von vier Jahren rund 40.000 Häuser für humanitäre Zwecke gebaut, die die nachfolgenden Flutwellen in 2012 und 2013 unbeschadet überstanden. Lari setzte traditionelle Bautechniken und lokale Materialien wie Bambus und Lehm ein, so auch beim Wiederaufbau nach den Überschwemmungen 2013 in der Region Sindh in Pakistan. Im Jahr 2013 half sie Dorfbewohnern mit erdbebensicheren Bambuskonstruktionen im Distrikt Awaran, die von dem Erdbeben in Belutschistan betroffen waren.
Im Jahr 2018 entwickelte Lari einen sparsamen und erschwinglichen Chulah (Ofen), der die traditionellen Öfen verbessert und keinen giftigen Rauch in die Haushalte abgibt. Für diesen Ofenentwurf erhielt sie im selben Jahr den World Habitat Award. Auch für Toiletten entwarf sie eine Bausatz, mit dem die Menschen sich auf einfache Weise diese Toilette selbst errichten können.
Mit ihrem Ansatz, den sie Barefoot Social Architecture nennt, verbindet sie traditionelle Elemente mit modernen Methoden. Die Wände bestehen aus einem vorgefertigten Bambusgerüst, das Menschen mit Kalk, Lehm und Ziegeln auffüllen. Unter anderem entstehen flutresistente, auf einem Podest aus Lehm gebaute Häuser und Gemeinschaftshäuser auf Stelzen. Lari engagiert sich dafür, dass die Leute lernen, ihre eigenen Häuser zu bauen. Dabei vermittelt sie traditionelle Baumethoden, die sie im Rahmen der Denkmalpflege recherchierte, wie etwa das Herstellen von Lehmziegeln. So entstand 2011 der Prototyp des Mud Brick One Room House. Der einfache Bau besteht aus Ziegelmauern, die katastrophenresistent sind und nicht einstürzen. Die Ziegelwände werden mit Lehm verputzt und die Fassade kann von den Bewohnern selbst gestaltet werden. Das Häuschen ist abgedeckt mit einer Flachdachkonstruktion aus Bambus. Als Weiterentwicklung dieses einfachen Gebäudes entstand ein Rundhüttentyp, die Octa Green Shelter. Rund um das 2017 in Makli erbaute Zero Carbon Cultural Centre wurden die Hütten als Kurzzeitunterkünfte für Besucher aufgestellt. Weitere 600 Hütten wurden als preiswerte Unterkünfte für mittellose Menschen rund um Makli gebaut, weitere 400 in Mīrpur Khās und Tando Allahyar.

### Familie
Yasmeen Lari lebt mit ihrem Mann Suhail Zaheer Lari in Karatschi, Pakistan. Die beiden haben drei Kinder.

## Philosophie

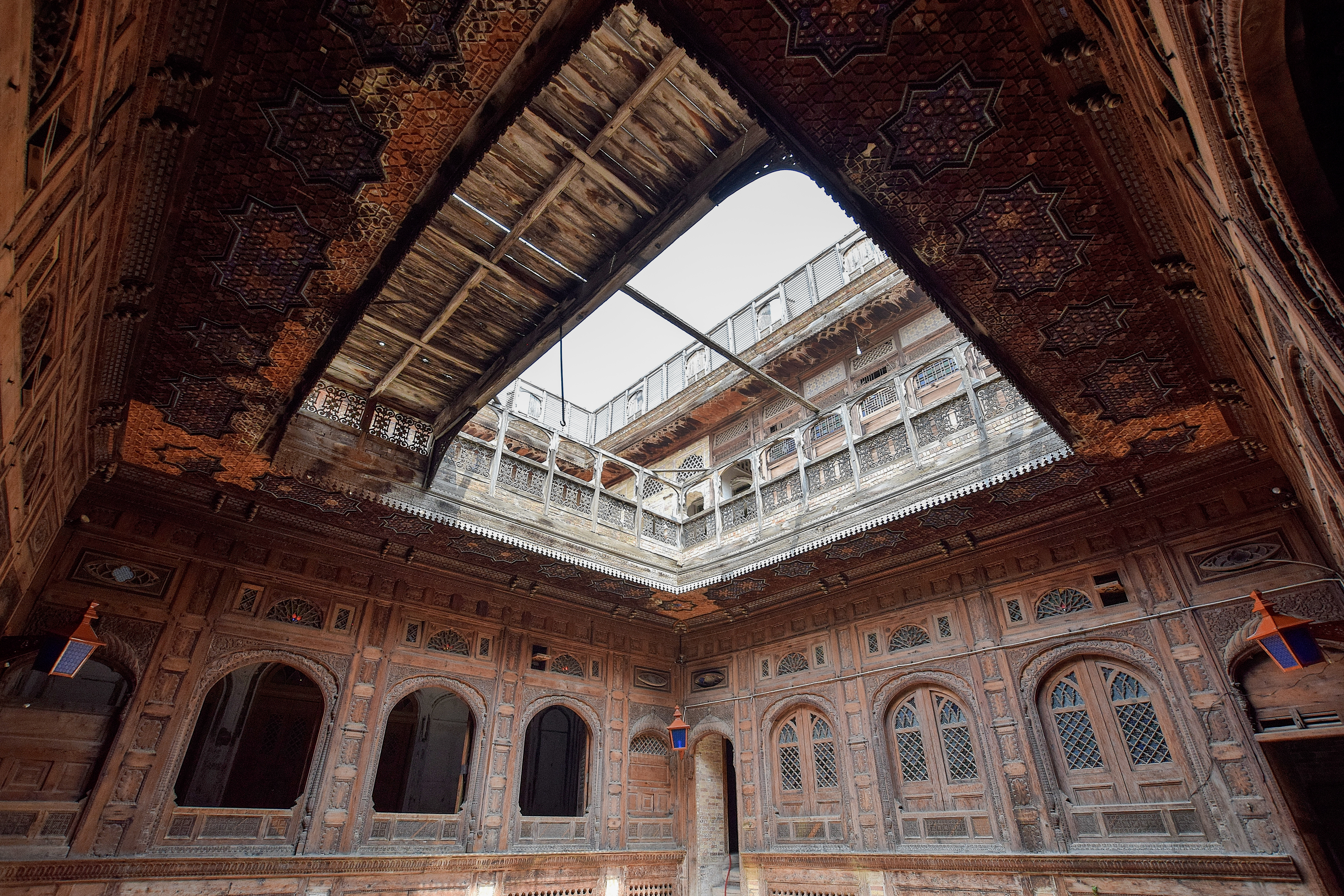
Galerien im Sethi House

Zur architektonischen Praxis in Südostasien äußerte sich Lari wie folgt:

„Die beiden Enden des Spektrums der beiden Welten, in denen wir leben und arbeiten, lassen sich am besten mit den Worten zweier berühmter Architekten, Mies van der Rohe und Hassan Fathy, beschreiben. Mies van der Rohe, ein Meister im Zusammenfügen der Elemente eines Gebäudes und der große Meister des Details, hat gesagt: „Ich bin zuerst an einem guten Gebäude interessiert. Dann platziere ich es an der bestmöglichen Stelle.“ Hassan Fathy dagegen, der sich wie kein anderer für die Preisung des Volkstums und die Bedeutung der Tradition eingesetzt hat, sagt: „Man muss von vorne anfangen, seine neuen Gebäude aus dem täglichen Leben der Menschen, die darin leben werden, wachsen lassen, die Häuser nach dem Maß der Lieder der Menschen formen, das Muster eines Dorfes wie auf dem Dorfwebstuhl weben, die Bäume und das Handwerk, das dort wächst, respektvoll vor den Horizonten und demütig vor den Jahreszeiten.““

Lari hat ihre eigene Philosophie daraus entwickelt, indem sie der Architektur die Rolle zuweist, den Bewohnern zu helfen, ihnen Stolz und Würde zu vermitteln. Sie hat vier Grundelemente für eine menschenwürdige Existenz ausgemacht: sichere Unterbringung, Wasser, Herd und Toilette. Später können Bäume und Produktionsmittel dazukommen.

In Hinblick auf den großen CO2-Fußabdruck durch das Bauen mit Stahl und Beton vertritt Lari die Meinung, dass in Pakistan auf dem Land Beton nicht notwendig ist und selbst in den Städten reduziert werden kann. Sie wünscht sich, dass Unternehmen zum Wohle der Gesellschaft und für das Wohlbefinden der Menschen arbeiten. Daher beginnt sie ihre Projekte Trainingsprogrammen. Ihre Erfahrung ist, dass die Menschen nach ein paar Tagen Unterricht selbst aktiv werden. Die Projektteilnehmer werden durch Mentoring unterstützt: „Bis dahin arme Menschen beginnen, Geld zu verdienen, andere zu lehren, ihr Wissen zu teilen.“

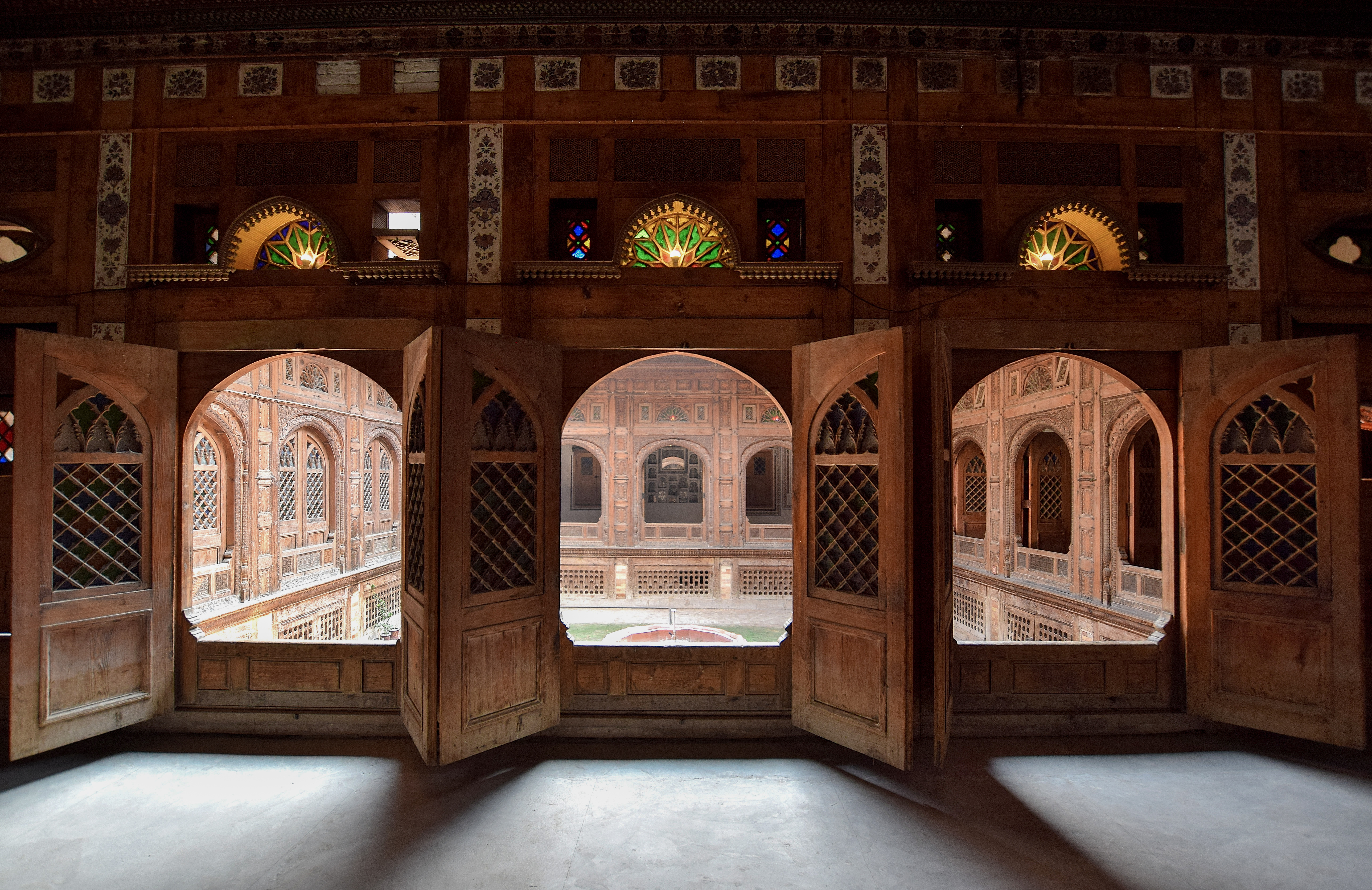
Fenster zum Atrium im Sethi House

## Architektonisches Werk (Auswahl)
Wenn nicht anders angegeben, wurden die Projekte in Pakistan realisiert und werden in der Reihenfolge ihrer Fertigstellung aufgelistet:
| Datum | Projekt                                                      | Ort                                  | Details / Quellen |
| ----- | ------------------------------------------------------------ | ------------------------------------ | --- |
| 1978  | Angoori Bagh Housing (auch bekannt als ABH oder Anguri Bagh) | Lahore                               | Pakistans erstes Projekt im sozialen Wohnungsbau |
| 1981  | Taj Mahal Hotel (heute: Regent Plaza Hotel), Karatschi       | Karatschi                            | [ 21 ] [ 23 ] |
| 1982  | Lari House                                                   | Karatschi                            | eigenes Wohnhaus im brutalistischen Stil |
| 1989  | Finance and Trade Center (FTC Building)                      | Karatschi                            | [ 21 ] [ 24 ] |
| 1991  | Pakistan State Oil House (PSO House)                         | Karatschi                            | [ 21 ] [ 25 ] |
| 2011  | Women’s Centre (Frauenzentrum)                               | Darya Khan                           | Rundgebäude auf Stelzen wegen Hochwassergefahr; Treffpunkt und zugleich Zufluchtsort bei Hochwasser.                                                           |
| 2011  | Mud Brick One Room House                                     | Darya Khan                           | [ 19 ] |
| 2012  | Khairpur Heritage Centre                                     | Kotji Diji, Khairpur                 | [ 5 ] [ 27 ] |
| 2012  | Sethi House                                                  | Sethi Mohallah                       | Dokumentation, Archivierung und Erhaltung des Denkmals |
| 2017  | Zero Carbon Cultural Centre (ZC3)                            | Makli                                | die größte Bambuskonstruktion in Pakistan |
| 2018  | Octa Green Shelter                                           | Makli                                | Weiterentwicklung aus dem Mud Brick One Room House |
| 2021  | Pflasterprojekt in der Fußgängerzone Rahguzar Street         | Karatschi                            | In Zusammenarbeit mit lokalen Gemeinschaften wurde die Fußgängerzone in der Umgebung der Denso Hall durch eine Pflasterung mit Terracotta-Fliesen aufgewertet. |
| 2023  | Mobile Moschee                                               | Islamic Arts Biennale, Saudi-Arabien | Lari entwarf drei zerlegbare, mobile Moscheen aus Bambus, die eine angenehme Atmosphäre zum Beten bieten. Jeder Gebetsraum ist umgeben von Säulengängen.       |

Anlässlich der Verleihung der RIBA Gold Medal 2023 an Jasmeen Lari erinnerte die Architekturzeitschrift dezeen an zehn ihrer herausragenden Projekte.

## Ausstellungen (Auswahl)
- 9. März 2023 bis 16. August 2023: Yasmeen Lari. Architektur für die Zukunft. Architekturzentrum Wien, Kuratiert von Angelika Fitz, Elke Krasny, Marvi Mazhar.

## Veröffentlichungen (Auswahl)
- Slums and Squatter Settlements: Their Role and Improvement Strategy. Wichtiger frühe Artikel.[29]
- Traditional Architecture of Thatta. 1993 (englisch).
- mit Mihail Lari: The Dual City: Karachi During the Raj. 1997 (englisch).[5]
- mit Suhail Zaheer Lari: The Jewel of Sindh: Samma Tombs on the Makli Hill. 1997 (englisch).[5]
- Karachi: Illustrated City Guide. mit Fotografien von Suhail Zaheer Lari. 2001 (englisch).
- Lahore: Illustrated City Guide. 2003 (englisch).
- „We need to do away with the prevalent colonial mindset and the desire to create imposing megastructures“ says Yasmeen Lari. dezeen, 5. November 2021, abgerufen am 30. April 2023 (englisch).

## Preise und Ehrungen
- 2002: UN Global Recognition Award der Vereinten Nationen für ihre Bemühungen und Ergebnisse zur Förderung der kulturellen und historischen Erhaltung.[6]
- 2006: Sitara-e-Imtiaz, eine der höchsten zivilen Auszeichnungen der pakistanischen Regierung, in Anerkennung ihrer Verdienste um den Architekten-Beruf und die Erhaltung historischer Stätten im Land.[30]
- 2011: 1st Wonder Women of the Year Award, pakistanischer Preis.
- 2016: Fukuoka-Preis, japanischer Preis für Kunst und Kultur.[31][32]
- 2020: Jane-Drew-Preis[33][34][35]
- 2023: Royal Institute of British Architects (RIBA) Royal Gold Medal.[36]